# 사토 겐스케
사토 겐스케(일본어: 佐藤 謙介, 1989년 1월 19일 ~ )는 일본의 축구 선수이다.

## 구단 경력
그는 2011년부터 2024년까지 J리그의 요코하마 FC, 레노파 야마구치 FC에서 활동하였다.